# 랜디 희수 그리핀
랜디 희수 그리핀은 대한민국 여자 아이스하키 선수이다.
미국인 아버지와 한국인 어머니 사이에서 태어났으며, 어머니의 나라에서 국가대표로 활약하기 위해 특별귀화를 신청해 대한민국 국적을 취득하였다. 2018년 평창 동계올림픽 대표로 선발되어 한일전에서 한국 올림픽 출전 역사상 첫골을 기록하였다. 이 골을 기록한 퍽은국제 아이스하키 연맹(IIHF) 명예의전당에 영구 전시하기로 하였다.